# Гарпштедт
Гарпштедт (нім. Harpstedt) — громада в Німеччині, розташована в землі Нижня Саксонія. Входить до складу району Ольденбург. Центр об'єднання громад Гарпштедт.
Площа — 23,45 км2. Населення становить 4717 ос. (станом на 31 грудня 2021).

## Галерея

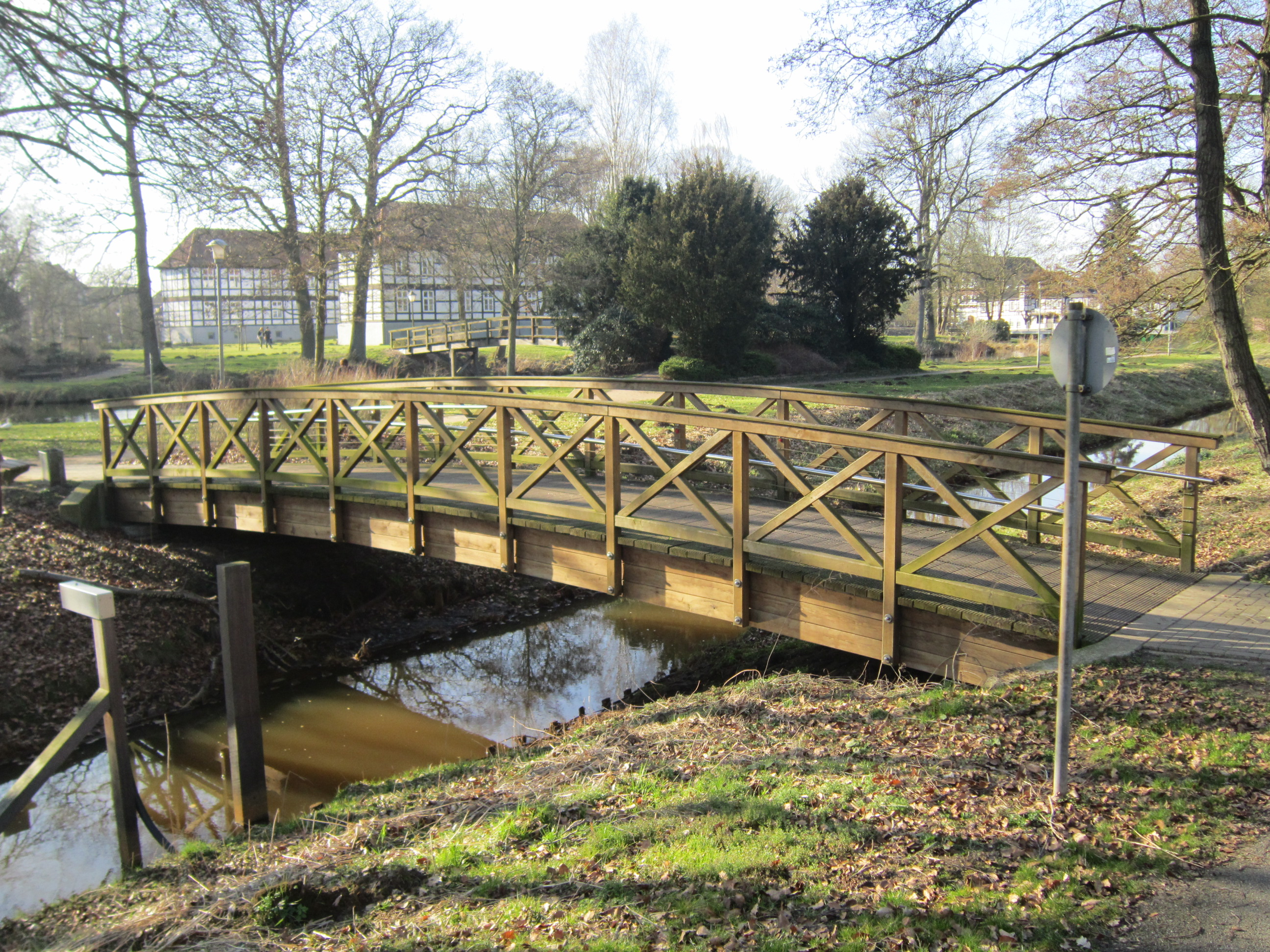
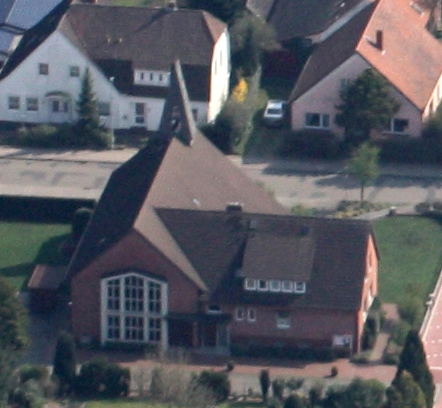
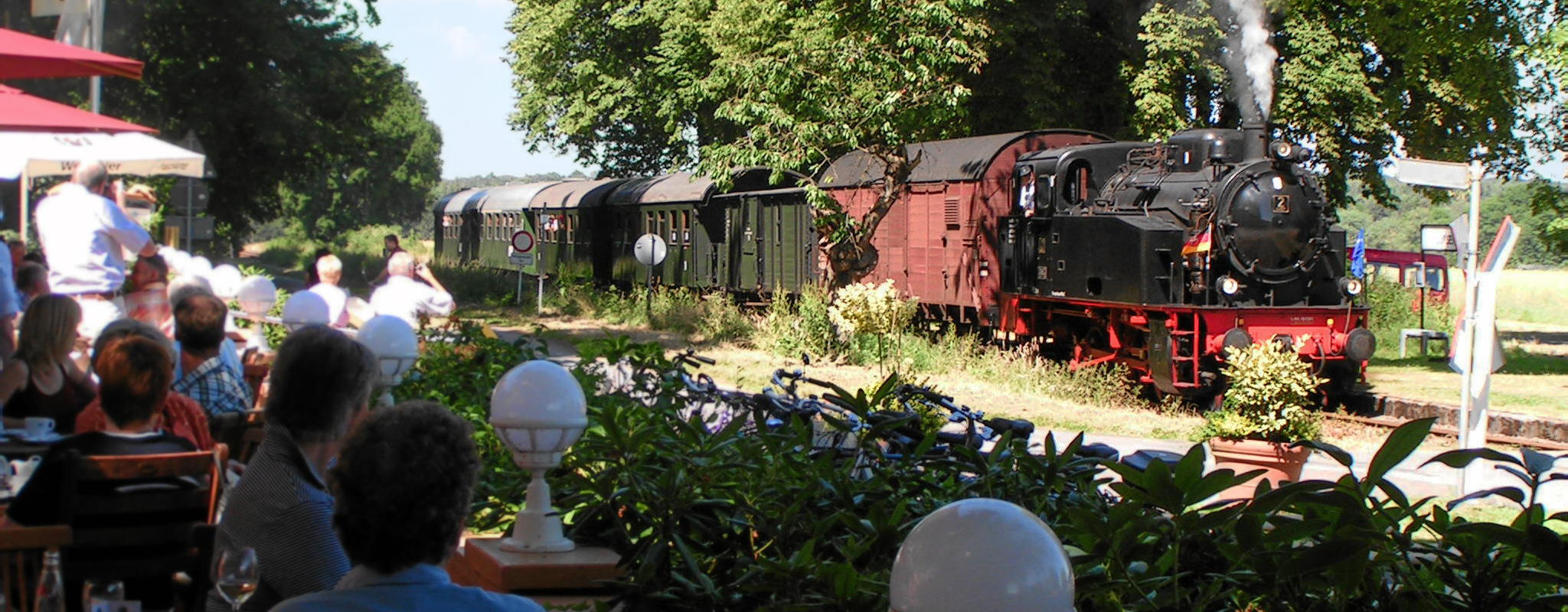
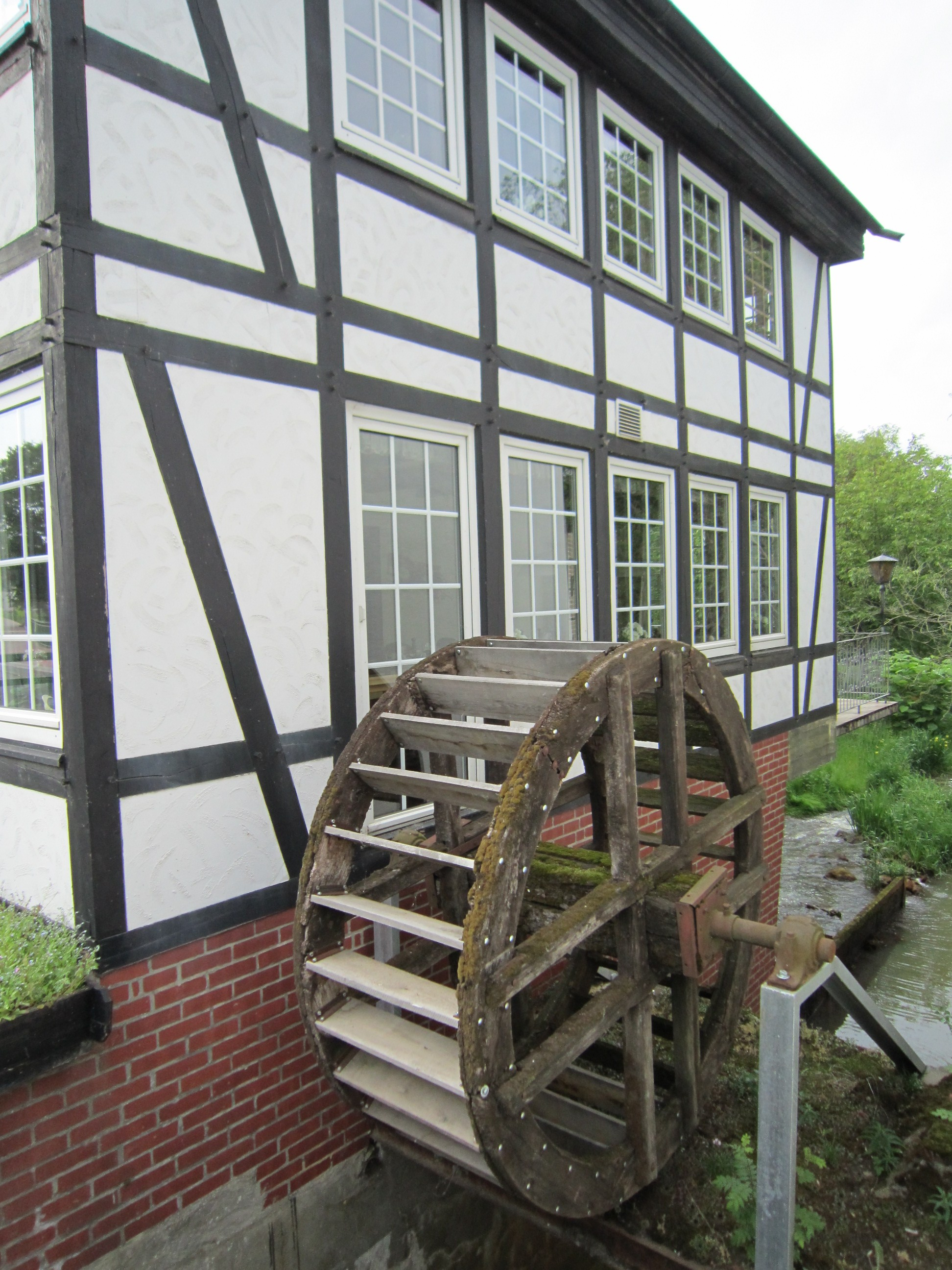
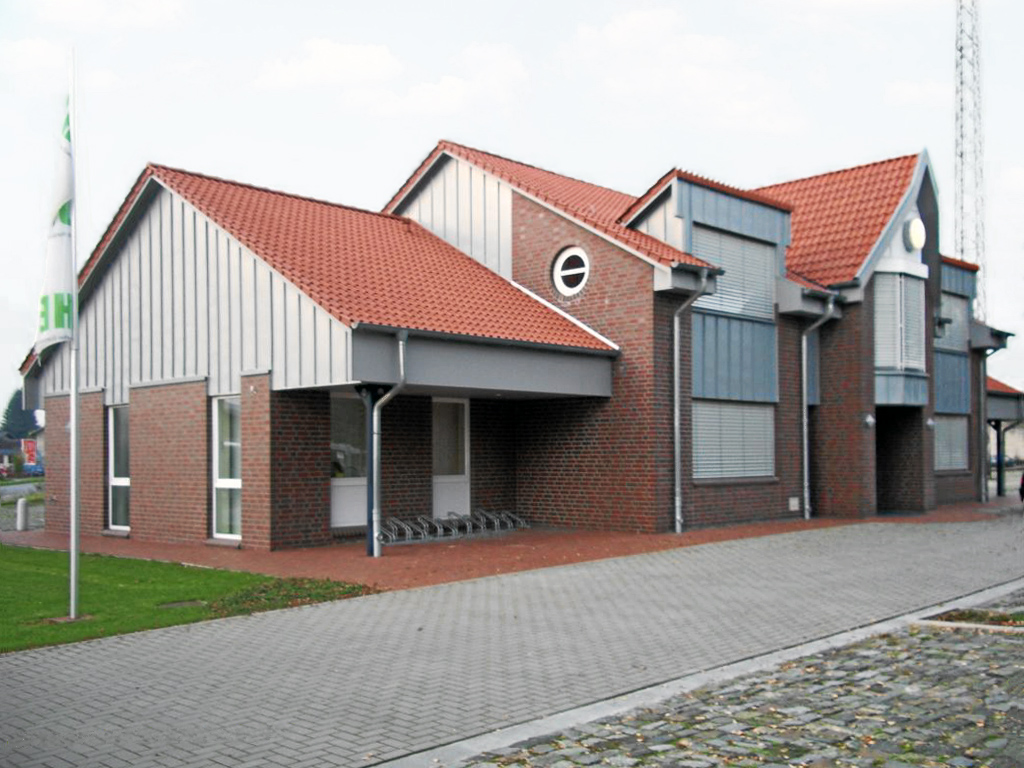